# Кевхишвили, Мариам
Мариам Кевхишвили-Мачавариани (груз. მარიამ ქევხიშვილი; род. 17 сентября 1985, Гардабани) — грузинская легкоатлетка, специалистка по толканию ядра. Выступала за сборную Грузии по лёгкой атлетике в 2002—2013 годах, победительница и призёрка первенств национального значения, действующая рекордсменка страны по толканию ядра в закрытых помещениях, участница двух летних Олимпийских игр. Тренер по лёгкой атлетике.

## Биография
Мариам Кевхишвили родилась 17 сентября 1985 года в городе Гардабани, Грузинская ССР.
Заниматься лёгкой атлетикой начала во время учёбы в школе в Варкетили, проходила подготовку под руководством тренера Васо Мчедлишвили.
Впервые завила о себе на международном уровне в сезоне 2002 года, когда вошла в состав грузинской национальной сборной и выступила в толкании ядра на юниорском мировом первенстве в Кингстоне.
В 2003 году заняла шестое место на европейском юниорском первенстве в Тампере.
В 2004 году отметилась выступлением на юниорском мировом первенстве в Гроссето и благодаря череде удачных выступлений удостоилась права защищать честь страны на летних Олимпийских играх в Афинах — на предварительном квалификационном этапе толкнула ядро на 15,06	метра и в финал не вышла.
Будучи студенткой, в 2005 году отправилась представлять страну на Универсиаде в Измире, где в программе толкания ядра закрыла десятку сильнейших.
В 2008 году участвовала в Олимпийских играх в Пекине — на сей раз в толкании ядра показала результат 15,99 метра, этого вновь оказалось недостаточно для выхода в финал.
В 2009 году стартовала на чемпионате мира в Берлине.
В марте 2010 года на соревнованиях в американском Фейетвилле установила национальный рекорд Грузии по толканию ядра в закрытых помещениях — 18,59 метра. Позже стала десятой на чемпионате Европы в Барселоне.
Училась в США во Флоридском университете, состояла в местной легкоатлетической команде «Флорида Гаторс», в составе которой неоднократно принимала участие в различных студенческих соревнованиях, в частности становилась победительницей и призёркой первого дивизиона Национальной ассоциации студенческого спорта. Окончила университет в 2011 году, получив степень бакалавра в области социологии.
В 2013 году отметилась выступлением на чемпионате Европы в помещении в Гётеборге, после чего завершила спортивную карьеру.
Впоследствии работала помощницей тренера в нескольких университетских легкоатлетических командах в США. Замужем за Дато Мачавариани, есть дочь Текла и сын Лука.